# French Open 2015/Herrendoppel-Rollstuhl
Das Herrendoppel (Rollstuhl) der French Open 2015 war ein Rollstuhltenniswettbewerb in Paris und fand vom 3. bis zum 5. Juni statt.
Titelverteidiger waren Joachim Gérard und Stéphane Houdet.

## Setzliste
| Nr. | Paarung                        | Erreichte Runde |
| --- | ------------------------------ | --------------- |
| 01. | Joachim Gérard Stéphane Houdet | Halbfinale      |
| 02. | Shingo Kunieda Gordon Reid     | Sieg            |

## Ergebnisse
Zeichenerklärung
- Q = Qualifikant
- WC = Wildcard
- LL = Lucky Loser
- ITF = qualifiziert über ITF-Ranking
- ALT = alternate (Ersatz)
- PR = Protected Ranking
- SE = Special Exempt
- r = retired (Aufgabe)
- d = Disqualifikation
- w.o. = walkover
- [ ] = Match-Tie-Break

|  | Halbfinale | Halbfinale                         | Halbfinale | Halbfinale | Halbfinale |  |  | Finale | Finale                           | Finale | Finale | Finale |
|  |            |                                    |            |            |            |  |  |        |                                  |        |        |        |
|  |            |                                    |            |            |            |  |  |        |                                  |        |        |        |
|  | 1          | Joachim Gérard Stéphane Houdet     | 1          | 6          | [7]        |  |  |        |                                  |        |        |        |
|  |            | Gustavo Fernández Nicolas Peifer   | 6          | 4          | [10]       |  |  |        |                                  |        |        |        |
|  |            |                                    |            |            |            |  |  |        | Gustavo Fernández Nicolas Peifer | 1      | 61     |        |
|  |            |                                    |            |            |            |  |  | 2      | Shingo Kunieda Gordon Reid       | 6      | 7      |        |
|  |            | Michaël Jeremiasz Maikel Scheffers | 3          | 3          |            |  |  |        |                                  |        |        |        |
|  | 2          | Shingo Kunieda Gordon Reid         | 6          | 6          |            |  |  |        |                                  |        |        |        |
|  |            |                                    |            |            |            |  |  |        |                                  |        |        |        |